# Woodgate (Australia)
Woodgate – miasto w Australii, w stanie Queensland, nad Oceanem Spokojnym.